# 维尔维涅
维尔维涅（法語：Wirwignes，法語發音：[viʁviɲ]）是法国上法蘭西大區加来海峡省的一个市镇，属于滨海布洛涅区。

## 地理
维尔维涅（50°41'6"N, 1°45'40"E）面积12.47 平方千米，位于法国上法蘭西大區加来海峡省，该省份为法国北部沿海省份，西北濒北海，南至索姆省，东临北部省。
与维尔维涅接壤的市镇（或旧市镇、城区）包括：班克坦、克雷马雷、代夫勒、隆福塞、凯斯特雷克、维耶尔欧布瓦。

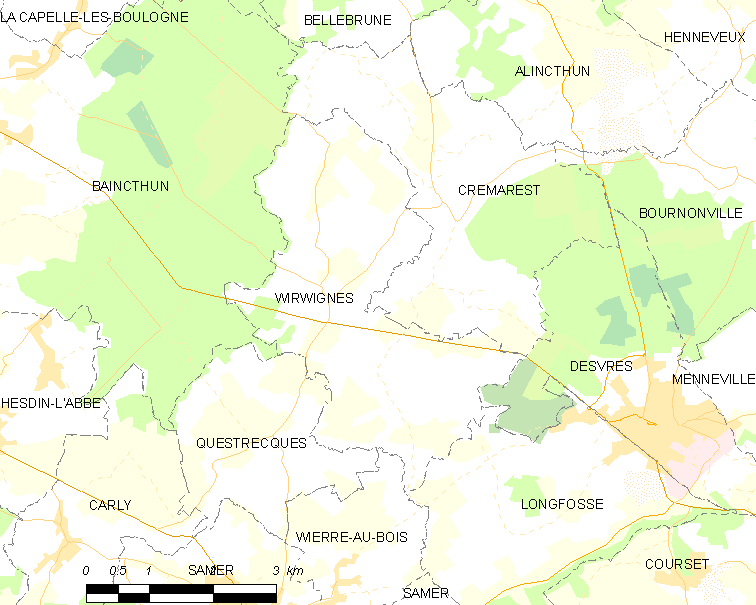
维尔维涅的OSM定位图

维尔维涅的时区为UTC+01:00、UTC+02:00（夏令时）。

## 行政
维尔维涅的邮政编码为62240，INSEE市镇编码为62896。

## 政治
维尔维涅所属的省级选区为代夫勒县。

## 人口

1962-2008年间维尔维涅人口变化图示

维尔维涅于2022年1月1日时的人口数量为743人。